# Martin Strackerjan
Martin Strackerjan (* 12. April oder 22. April 1607 in Hasseln bei Halle (Westf.); † 10. Januar 1657 in Oldenburg) war ein lutherischer Theologe und jeweils kurzzeitig nacheinander Superintendent der Grafschaften Delmenhorst und Oldenburg.

## Leben
Strackerjan war zunächst Lehrer und schlug erst später die theologische Laufbahn ein. Er stammte aus ländlichen Verhältnissen in Westphalen. Sein Vater war Bauer und Zimmermann, der infolge der Verheerungen des Dreißigjährigen Krieges seinem Sohn nur zwei Jahre lang das Gymnasium in Bielefeld bezahlen konnte. 
Privatstunden und Hauslehrertätigkeiten ermöglichten Strackerjan den weiteren Schulbesuch, zuletzt in Herford. 1626 eventuell bereits 1624 ging er an die Universität Rinteln, wo er zunächst noch von Geldgebern unterstützt, schon zwei Jahre nach Studienbeginn selbst philosophische Übungen halten und so für seinen Lebensunterhalt sorgen konnte. 1630 verlieh ihm die Universität unentgeltlich den Magistergrad. Nach dem Ende des Studiums wurde er zunächst Lehrer. Von 1631 bis 1634 war er Rektor in Hessisch Oldendorf. Ab 1634 war er am Gymnasium in Osnabrück und ab 1637 am Gymnasium in Stade erneut als Rektor tätig. Dort wechselte er schließlich in ein geistliches Amt und übernahm er 1638 eine Pfarrstelle an der Nikolaikirche. Während seiner Tätigkeit veröffentlichte er verschiedene philosophische und theologische Schriften. 1641 nahm er aus gesundheitlichen Gründen die ruhigere Pfarrstelle in Otterndorf an und wurde bereits ein Jahr später zum Superintendenten des Landes Hadeln ernannt.
Erneut in der Hoffnung auf eine ruhige Stelle zur Schonung seiner Gesundheit und zum literarischen und wissenschaftliche Arbeiten, akzeptierte Strackerjan 1644 die Stelle eines Superintendenten und Hofpredigers der oldenburgischen Teilgrafschaft Delmenhorst. Sein Landesherr, der damals 34-jährige Christian IX., starb allerdings schon 1647, sodass Delmenhorst an die Grafschaft Oldenburg unter Graf Anton Günther zurückfiel. Dieser bot Strackerjan 1652 die Superintendentur über Oldenburg an, was dieser zunächst mit Rücksicht auf seine Gesundheit ablehnte. 1655 akzeptierte er schließlich und kümmerte sich in seiner kurzen Amtszeit vor allem um Visitationen der Gemeinden und um das Schulwesen der Grafschaft. Als er 1657 verstarb, wurde Matthias Cadovius sein Nachfolger.

## Familie
Strackerjan heiratete 1637 Catharina Steding (1615–1678), die Tochter von Theodor Steding, Oberpfarrer und Superintendent in Hessisch Oldendorf, und Schwester des Theologen Anton Steding in Osnabrück. Das Ehepaar hatte sieben Söhne und eine Tochter. Der Sohn Theodor war Pastor in Abbehausen (1663–1669), der Sohn Johann in Zwischenahn (1671–1716), die Söhne Hermann und Martin waren gräfliche Beamte.

## Werke
- Dissertationes de universalibus, de singularibus et principiis, de affectionibus, de summo bono. Rinteln, 1630;
- De lege Dei. Rinteln, 1632;
- De postpraedicamentibus. Rinteln, 1632;
- De libero arbitrio. Rinteln, 1633;
- Disputatio de libris apocryphis Vet. Test. Osnabrück, 1634;
- De vulgatae editionis auctoritate. Osnabrück, 1634;
- De auctoritate Scripturae Sacrae. Osnabrück, 1635;
- Synopsis logicae Aristotelicae. Hamburg, 1640;
- Cyppus piis manibus illustris Comitis Christiani IX, d. i. süße Trostgründe wider das frühzeitige Absterben und unvermutlichen Hingang frommer und gerechter heiliger Leute. Leichenpredigt auf Christian IX., Grafen zu Oldenburg und Delmenhorst. Bremen 1647;
- Dreyfach Dank- und Gnadensäule wegen des zu Osnabrügg und Münster vollzogenen Friedens. Bremen 1650; * Synopsis ligicae peripateticae. Bremen 1655.